# Халтъкова къща
Халтъковата къща се намира в село Жеравна, паметник на културата от национално значение. Тя е построена през 1818 г. Представител е на жеравненската къща.
Състои се от чардак, пруст, помещение с огнище и соба. Теренът, върху който е построена позволява да се запази задният изход от пруста към двора, поради това посрещникът е поставен странично на пруста до стената на помещението с огнище. Входът от пруста към помещението с огнището е затворен, но за връзка между тези две помещения е оставена ниска вратичка-прозорец, както в някои арбанашки къщи, през която могат да бъдат подадени храна и напитки на домакина и госта, седящи в посрещника. В Халтъковата къща има изграден килер с отделен вход откъм пруста. Той заменя задния ред стенни долапи в собата.